# Dolmen La Cabane de la Fée

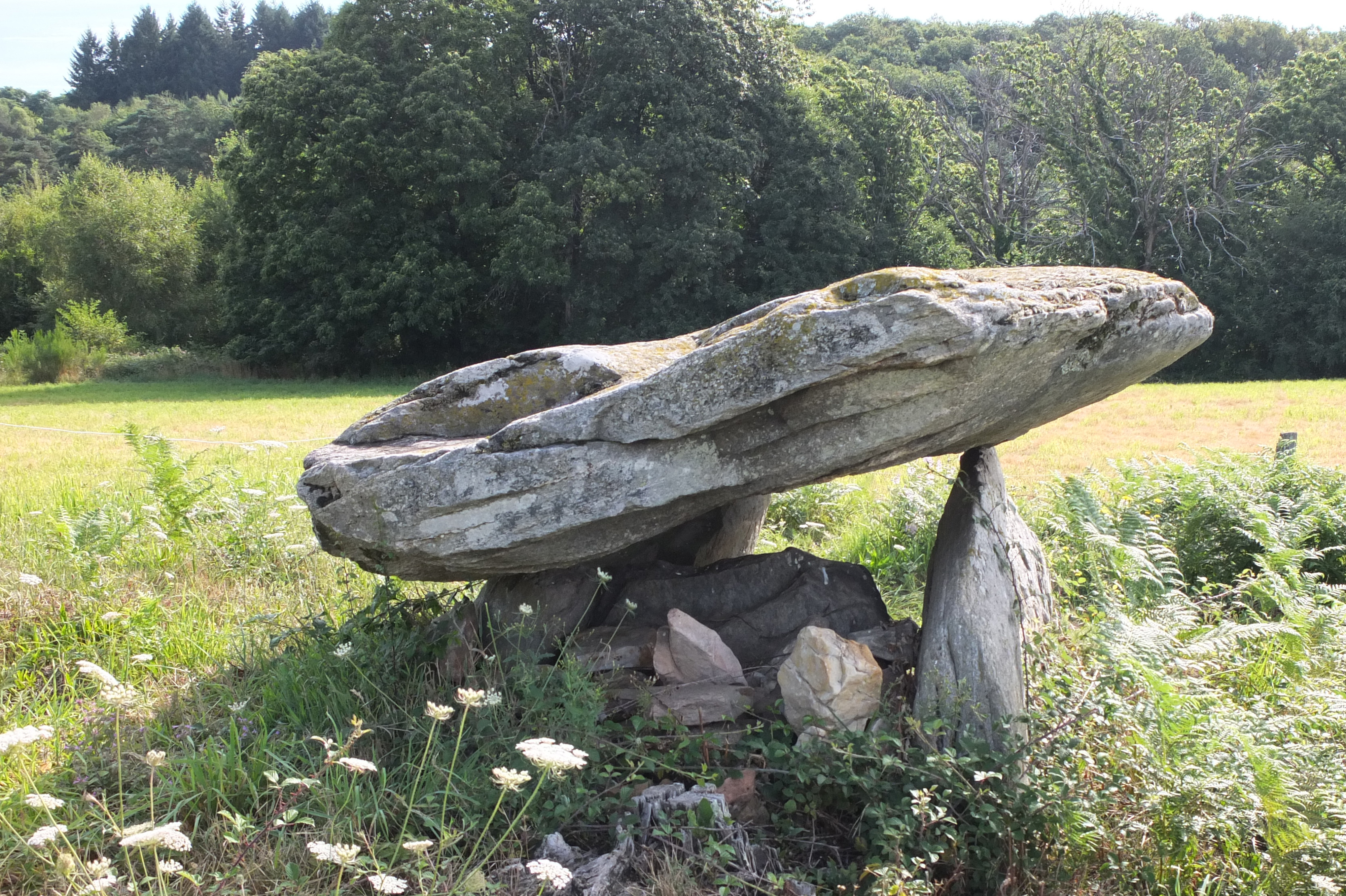
La Cabane de la Fée

Der Dolmen La Cabane de la Fée (deutsch Hütte der Fee) liegt im Weiler Eyzat, nördlich von Beynat bei Brive-la-Gaillarde im Département Corrèze in Frankreich. 
Der einfache Dolmen (französisch Dolmen simple) liegt auf einer Wiese. Dolmen ist in Frankreich der Oberbegriff für Megalithanlagen aller Art (siehe: Französische Nomenklatur).
Ein stark gerundeter etwa 3,0 m × 2,0 m großer Deckstein liegt schräg auf zwei langen, nicht gleich hohen, seitlichen Tragsteinen über einer leicht trapezoiden Kammer. Die beiden einwärts geneigten Seitensteine sind oben zugespitzt. Der Deckstein ist rundoval und der kleinere Endstein erreicht nicht die Kammerhöhe.
Etwa 4,3 km nordwestlich liegt der ähnlich gebaute Dolmen von Rochesseux.